# Mistrzostwa Świata Juniorów w Łucznictwie 2021
17. Mistrzostwa Świata Juniorów w Łucznictwie odbyły się w dniach 9 – 15 sierpnia 2021 roku we Wrocławiu. Była to druga impreza tej rangi organizowana w Polsce. Początkowo mistrzostwa miały odbyć się w Australii, ale zostały przeniesione z powodu pandemii COVID-19. W zawodach wzięli udział juniorzy do 21 roku życia oraz kadeci do 18 roku życia, strzelający z łuków klasycznych i bloczkowych.

## Reprezentacja Polski juniorów

### łuk klasyczny
- Zuzanna Bączyk
- Jakub Bąk
- Miłosz Chojecki
- Małgorzata Kędzierska
- Filip Łazowski
- Martyna Stach

### łuk bloczkowy
- Madeleine Bisch
- Weronika Domagała
- Przemysław Konecki
- Maciej Michalak
- Mateusz Musiatowicz
- Ida Salek

## Reprezentacja Polski kadetów

### łuk klasyczny
- Joanna Bargiel
- Jakub Kultys
- Tacjana Matuszek
- Weronika Siwak
- Jerzy Sputo
- Maksymilian Wider

### łuk bloczkowy
- Adam Borowiec
- Julita Hankus
- Kordian Myszor-Lach
- Julia Olszewska
- Maja Rakowska
- Michał Stępień

## Medaliści

### Juniorzy

#### Strzelanie z łuku klasycznego
| Konkurencja:           | Złoto:                                                                 | Srebro:                                                                | Brąz:                                                             |
| indywidualnie kobiet   | Komalika Bari                                                          | Elia Canales                                                           | Charline Schwarz                                                  |
| indywidualnie mężczyzn | Tetsuya Aoshima                                                        | Stanisław Czeremiskin                                                  | Jonathan Vetter                                                   |
| drużynowo kobiet       | Japonia · Juri Shibuya · Waka Sonoda · Mao Watanabe                    | Rosja · Tujana Budażapowa · Marija Gilmanowa · Wiktoria Namdakowa      | Ukraina · Warwara Illiasz · Żanna Naumowa · Iryna Tretiakowa      |
| drużynowo mężczyzn     | Indie · Dhiraj Bommadevara · Aditya Choudhary · Parth Sushant Salunkhe | Hiszpania · Yun Sanchez · Manuel Santos Del Valle · Jose Manuel Solera | Stany Zjednoczone · Trenton Cowles · Oh Joon-suh · Josef Scarboro |
| mikst                  | Indie · Parth Sushant Salunkhe · Komalika Bari                         | Hiszpania · Yun Sanchez · Elia Canales                                 | Rosja · Bujanto Osorow · Tujana Budażapowa                        |

#### Strzelanie z łuku bloczkowego
| Konkurencja:           | Złoto:                                                                | Srebro:                                                        | Brąz:                                                                |
| indywidualnie kobiet   | Amanda Mlinarić                                                       | Sakshi Chaudhary                                               | Meeri-Marita Paas                                                    |
| indywidualnie mężczyzn | Robin Jäätma                                                          | Mateo Mangelle                                                 | Rishabh Yadav                                                        |
| drużynowo kobiet       | Meksyk · Asstrid Alanis · Mariana Bernal · Dafne Quintero             | Rosja · Ekaterina Rumiancewa · Nika Snetkowa · Liliia Ulianowa | Stany Zjednoczone · Madison Cox · Makenna Proctor · Anna Scarbrough  |
| drużynowo mężczyzn     | Meksyk · Sebastián Garcia · Luis Enrique Lezama Soto · Rodrigo Olvera | Turcja · Batuhan Akçaoğlu · Emircan Haney · Ömer Faruk Köse    | Stany Zjednoczone · Cole Frederick · Cooper French · Matthew Russell |
| mikst                  | Estonia · Robin Jäätma · Meeri-Marita Paas                            | Meksyk · Sebastián Garcia · Dafne Quintero                     | Stany Zjednoczone · Cole Frederick · Anna Scarbrough                 |

### Kadeci

#### Strzelanie z łuku klasycznego
| Konkurencja:           | Złoto:                                                         | Srebro:                                                     | Brąz:                                                           |
| indywidualnie kobiet   | Caroline Lopez                                                 | Ceren Koçur                                                 | Manjiri Alone                                                   |
| indywidualnie mężczyzn | Iban Bariteaud                                                 | Ludvig Njor Henriksen                                       | Bishal Changmai                                                 |
| drużynowo kobiet       | Francja · Amélie Cordeau · Caroline Lopez · Victoria Sebastian | Ukraina · Dzwenisława Czernyk · Iryna Horlacz · Daria Kowal | Indie · Avani · Tamnna · Manjiri Manoj Alone                    |
| drużynowo mężczyzn     | Indie · Amit Kumar · Bishal Changmai · Vickey Ruhal            | Francja · Iban Bariteaud · Yanis Baudain · Baptiste Thirion | Hiszpania · Jorge Daban Baines · Javier Merida · Toni Roig Roig |
| mikst                  | Indie · Bishal Changmai · Tamnna                               | Japonia · Haruma Yahata · Sae Miwa                          | Francja · Iban Bariteaud · Caroline Lopez                       |

#### Strzelanie z łuku bloczkowego
| Konkurencja:           | Złoto:                                                            | Srebro:                                                                 | Brąz:                                                          |
| indywidualnie kobiet   | Selene Rodríguez                                                  | Priya Gurjar                                                            | Parneet Kaur                                                   |
| indywidualnie mężczyzn | Aljaz Matija Brenk                                                | Sawyer Sullivan                                                         | Isaac Sullivan                                                 |
| drużynowo kobiet       | Indie · Parneet Kaur · Priya Gurjar · Ridhu Varshini Senthilkumar | Turcja · Hazal Burun · Nehir Sarıhan · Irmak Yüksel                     | Włochy · Martina Del Duca · Giulia Di Nardo · Martina Serafini |
| drużynowo mężczyzn     | Indie · Sahil Chaudhary · Mihir Nitiny Apar · Kushal Dalal        | Stany Zjednoczone · Sawyer Sullivan · Isaac Sullivan · Nathan Zimmerman | Turcja · Yunus Emre Arslan · Abdullah Aslım · Eren Kırca       |
| mikst                  | Indie · Kushal Dalal · Priya Gurjar                               | Stany Zjednoczone · Sawyer Sullivan · Brielle Ochnich                   | Turcja · Abdullah Aslım · Hazal Burun                          |

## Klasyfikacja medalowa

### Juniorzy
| Lp. | Państwo           | Złoto | Srebro | Brąz | Razem |
| 1.  | Indie             | 3     | 1      | 1    | 5     |
| 2.  | Meksyk            | 2     | 1      | 0    | 3     |
| 3.  | Estonia           | 2     | 0      | 1    | 3     |
| 4.  | Japonia           | 2     | 0      | 0    | 2     |
| 5.  | Chorwacja         | 1     | 0      | 0    | 1     |
| 6.  | Rosja             | 0     | 3      | 1    | 4     |
| 7.  | Hiszpania         | 0     | 3      | 0    | 3     |
| 8.  | Francja           | 0     | 1      | 0    | 1     |
| 8.  | Turcja            | 0     | 1      | 0    | 1     |
| 10. | Stany Zjednoczone | 0     | 0      | 4    | 4     |
| 11. | Niemcy            | 0     | 0      | 2    | 2     |
| 12. | Ukraina           | 0     | 0      | 1    | 1     |

### Kadeci
| Lp. | Państwo           | Złoto | Srebro | Brąz | Razem |
| 1.  | Indie             | 5     | 1      | 4    | 10    |
| 2.  | Francja           | 3     | 1      | 1    | 5     |
| 3.  | Meksyk            | 1     | 0      | 0    | 1     |
| 3.  | Słowenia          | 1     | 0      | 0    | 1     |
| 5.  | Stany Zjednoczone | 0     | 3      | 1    | 4     |
| 6.  | Turcja            | 0     | 2      | 2    | 4     |
| 7.  | Dania             | 0     | 1      | 0    | 1     |
| 7.  | Japonia           | 0     | 1      | 0    | 1     |
| 7.  | Ukraina           | 0     | 1      | 0    | 1     |
| 10. | Hiszpania         | 0     | 0      | 1    | 1     |
| 10. | Włochy            | 0     | 0      | 1    | 1     |